# Сибирски туркијски језици
Сибирскотуркијски или североисточнотуркијски језици су један од огранака туркијских језика. Ови језици су у употреби у деловима Сибира. 

## Класификација
Следећа табела се базира на класификационој шеми Ларса Јохансона (1998).
| Пратуркијски | Заједнички туркијски | Сибирски туркијски | Западни сибирски туркијски | Западни сибирски туркијски | - Сибирскотатарски језик |
| Пратуркијски | Заједнички туркијски | Сибирски туркијски | Северни сибирски туркијски | Северни сибирски туркијски | - Јакутски језик - Долгански језик |
| Пратуркијски | Заједнички туркијски | Сибирски туркијски | Јужни сибирски туркијски   | Сајански туркијски         | - Тувански језик - Тофански језик - Сојотски језик - Духски или цатански језик |
| Пратуркијски | Заједнички туркијски | Сибирски туркијски | Јужни сибирски туркијски   | Јенисејски туркијски       | - Хакаски језик - Фујуско-киргиски језик - Шорски језик - Западно југурски језик (западно ујгурски, жуто ујгурски) |
| Пратуркијски | Заједнички туркијски | Сибирски туркијски | Јужни сибирски туркијски   | Чулимски туркијски         | - Чулимски језик |
| Пратуркијски | Заједнички туркијски | Сибирски туркијски | Јужни сибирски туркијски   | Алтајски туркијски         | - Алтајски језик - Северно алтајска наречја (или језици) - Кумандинско наречје - Челканско наречје - Тубаларско наречје (или тубанско наречје) - Јужно алтајска наречја (или језици) - Алтај-кижи наречје — основа књижевног језика - Телеутско наречје - Теленгитско наречје |

Према Александру Вовину (2017) тофански језик и остали сибирски туркијски језици, а нарочито сајански туркијски језици, имају велики број позајмљеница из јенисејских језика.